# Andrew White (acteur)
Pour les articles homonymes, voir Whyte et Andrew White.
Andrew White est un acteur indonésienne le 13 décembre 1985 à Melbourne en Australie.

## Vie privée
Andrew White s'est marié avec Nana Mirdad (née Hannah Natasya Maria Mirdad), la fille du couple de célébrités indonésiennes composé de Jamal Mirdad et Lydia Kandou, le 13 mai 2006 lors d'une cérémonie qui s'est tenue à Bali en raison du problème de la différence de religion, Andrew White étant catholique et Nana Mirdad protestante.
Le couple a depuis eu deux enfants : un fils, Jason Deandra né le 30 décembre 2006 et une fille, Sarah Deana née en décembre 2011.

## Filmographie

### Télévision
- Di Sini Ada Setan
- Dara Manisku
- Ada Apa Dengan Cinta
- Si Cantik Dan Si Buruk Rupa
- Dua Hati
- Dikejar Dosa
- Maha Cinta
- Buku Harian Nayla
- Penyihir Cinta